# Viktor Berezjnyj
Viktor Viktorovytsj Berezjnyj (Oekraïens: Віктор Вікторович Бережний, Russisch: Виктор Викторович Бережной) 20 februari 1961, Kiev, is een voormalig professioneel basketbalspeler uit de Oekraïense sovjetrepubliek die uitkwam voor het basketbalteam van de Sovjet-Unie en het Gezamenlijk team. Hij kreeg verschillende onderscheidingen waaronder De kapitein van de sport van internationale klasse.

## Carrière
Berezjnyj begon zijn carrière in 1984 bij SKA Kiev. Na twee jaar ging hij naar de topclub CSKA Moskou. Daar speelde hij van 1986 tot 1991 met uitzondering van 1987 bij SKA Alma-Ata. In 1991 ging hij naar Turkije, waar hij afwisselend speelde voor CASA TED Kolejliler en Türk Telekom BK. In 1989 won hij brons op de Europese kampioenschappen met de Sovjet-Unie. Een jaar later won hij zilver op het Wereldkampioenschap in 1990. Op de Olympische Zomerspelen van 1992 werd hij vierde met het Gezamenlijk team.
Berezjnyj werd assistent coach bij BK Kiev in 2003 en bleef dat tot 2006. In 2006 werd hij hoofdcoach bij BK Kiev maar nam ontslagen nadat het team de groepsfase van de EuroChallenge niet was doorgekomen. In 2007 werd Berezjnyj hoofdcoach van KK Kaposvári uit Hongarije maar werd ontslagen nadat het team vijf nederlagen leed in zes wedstrijden.

## Erelijst
- Landskampioen Sovjet-Unie: 2
  - Winnaar: 1988, 1990
  - Tweede: 1986
  - Derde: 1989
- Wereldkampioenschap:
  - Zilver: 1990
- Europees kampioenschap:
  - Brons: 1989
- Goodwill Games:
  - Brons: 1990